# Рачак Олег Адамович
Рачак Олег Адамович (нар. 24 квітня 1923, Лисичанськ, Луганська область — пом. 23 березня 2011, Лисичанськ, Луганська область, Україна) — ветеран Другої Світової війни, фотохудожник, педагог.

## Біографія
Закінчив Московський державний університет імені М. В. Ломоносова, історичний факультет.
Значна і відома людина у місті Лисичанськ.
Після демобілізації з армії працював учителем в школах міста, директором середньої школи № 1 (нині багатопрофільний ліцей), директором середньої школи № 28, завідувачем міським відділом народної освіти і потім директором Лисичанського педагогічного училища.
Останні роки працював помічником міського голови.
Олег Адамович Рачак пішов з життя 23 березня 2011 року, не доживши одного місяця до вісімдесяти восьми років. Похований у Лисичанську.

## Творчість
Олег Адамович був завзятим колекціонером — займався філателією, нумізматикою, геральдикою, але найбільшим його захопленням було фотомистецтво. І сам себе він називав фотохудожником. Його персональні виставки неодноразово проводилися у Лисичанську, Луганську, Києві.
Як фотограф, він знімав в різних жанрах.
У своїх художніх портретах Олегу Адамовичу вдалося розкрити характер персонажів, їх внутрішній світ.
В творчому доробку автора більше 200 виставкових робіт.
Психологічні портрети:
- «Сережка»
- «Зустріч з Пушкіним»
- «Друзі»
- «Цікава Чебурашка»
- «В очікуванні»
- «Есенинская весна»
- «Віднесені любов'ю»
- Зимова казка" та інші. Дуже багато робіт у Олега Адамовича, де він простежує долю своїх героїнь з раннього дитинства і до зрілості. Також є в колекції цікаві знімки, присвячені дітям:
- «Цікавий мультик»
- «Перше Інтерв'ю»
- «Хто кого перехитрить»
- «Ми з однаковою зачіскою»
- «Собачий холод»

У пейзажних знімках Олега Адамовича спостерігається любов до природи, проникливість, щирість, відчувається живий подих часу.
Після поїздки в Італію, Олег Адамович привіз велику серію фотографій і кольорових слайдів.
Олег Адамович мав високий творчий потенціал фотографа.
Він був справжнім фотохудожником, тонко відчувавшим поезію навколишнього світу.